# Saint-Léon-d'Issigeac
Saint-Léon-d'Issigeac é uma comuna francesa na região administrativa da Nova Aquitânia, no departamento Dordonha. Estende-se por uma área de 5,67 km². Em 2010 a comuna tinha 138 habitantes (densidade: 24,3 hab./km²).